# 罗笔晖
罗笔晖（1965年—），云南昭通人，汉族，中华人民共和国政治人物、第十一届全国人民代表大会云南地区代表。
毕业于云南工学院汽车运用专业。担任一汽红塔公司技术部工艺室主任。2008年起担任全国人大代表。